# Bobby Duncum, Sr.
Bobby Edward Duncum, Sr. (nascido 14 de agosto, 1944) é um americano ex- lutador profissional desde o final dos anos 1960 ao final dos anos 1980, tendo trabalhado para a World Wide Wrestling Federation, National Wrestling Alliance e American Wrestling Association. Ele é o pai do falecido lutador Bobby Duncum Jr. Seu filho morreu de overdose acidental em janeiro de 2000.

## Carreira no futebol americano
Duncum foi um letterman por três anos no time de futebol americano West Texas A&amp;M Buffaloes de 1964 a 1966. Ele foi selecionado pelo St. Louis Cardinals na décima terceira rodada (331 no geral) do Draft de 1967 da NFL / AFL. Ele apareceu em apenas quatro jogos com os Cardinals em 1968.

## Carreira profissional de wrestling
Sua personalidade de wrestling era a de um cowboy vilão e ele lutou contra algumas das maiores estrelas babyface da época, como Bob Backlund e Bruno Sammartino. Na AWA, junto com Nick Bockwinkel, Ray Stevens e Blackjack Lanza, ele era um membro da famosa stable de wrestling, administrado por Bobby Heenan, conhecida como The Heenan Family. Sua famosa frase de efeito durante as entrevistas (e escrita foneticamente) era "You unnastan?" ("você entende?"). Sua última partida foi em 16 de novembro de 1986 em Clarksburg, West Virginia, onde se juntou a Lord Zoltan para derrotar Troy Orndorff e Kurt Kaufman.

## Campeonatos e conquistas
- American Wrestling Association
  - AWA World Tag Team Championship ( 1 vez ) - com Blackjack Lanza
- Championship Wrestling da Flórida
  - NWA Brass Knuckles Championship  ( 2 vezes )
  - NWA Florida Global Tag Team Championship ( 1 vez ) - com Angelo Mosca
  - NWA Florida Tag Team Championship ( 3 vezes ) - com Dick Murdoch (1), Don Jardine (1) e Killer Karl Kox
  - NWA Florida Television Championship ( 1 vez )
  - NWA Southern Heavyweight Championship  ( 1 vez )
  - NWA United States Tag Team Championship  ( 1 vez ) - com Killer Karl Kox
- Mid-Atlantic Championship Wrestling
  - NWA Brass Knuckles Championship  ( 1 vez )
- Mid-South Sports / Georgia Championship Wrestling
  - NWA Columbus Heavyweight Championship (1 vez)
  - NWA Georgia Tag Team Championship ( 1 vez ) - com Stan Vachon
  - NWA Macon Heavyweight Championship (1 vez)
  - NWA Southeastern Heavyweight Championship (versão Georgia) (1 vez)
- NWA Big Time Wrestling
  - NWA Texas Tag Team Championship ( 1 vez ) - com Chris Colt
- Western States Sports
  - Campeonato NWA Brass Knuckles  ( 1 vez )
  - NWA Western States Tag Team Championship ( 2 vezes ) - com Woody Farmer (1) e Dick Murdoch (1)